# Setsuko Ōta
Setsuko Ōta (jap. 大田 節子, Ōta Setsuko; * um 1935) ist eine japanische Badmintonspielerin. 

## Karriere
Setsuko Ōta wurde 1967 nationale Meisterin in Japan, wobei sie im Mixed mit Yoshinori Itagaki erfolgreich war. Ein weiterer Titelgewinn gelang ihr bei der Erwachsenenmeisterschaft 1969 im Damendoppel mit Akemi Ueno.

## Sportliche Erfolge
| Saison | Veranstaltung                     | Disziplin   | Platz | Name                            |
| ------ | --------------------------------- | ----------- | ----- | ------------------------------- |
| 1967   | Japan: Einzelmeisterschaften      | Mixed       | 1     | Yoshinori Itagaki / Setsuko Ōta |
| 1969   | Japan: Erwachsenenmeisterschaften | Damendoppel | 1     | Setsuko Ōta / Akemi Ueno        |

## Referenzen
- Japanische Badmintonmeisterschaften 1947-2004 (Memento vom 28. August 2007 im Internet Archive)
- Annual Handbook of the International Badminton Federation, London, 29. Auflage 1971, S. 222–223

| Personendaten    | Personendaten                 |
| ---------------- | ----------------------------- |
| NAME             | Ōta, Setsuko                  |
| ALTERNATIVNAMEN  | 大田節子 (japanisch)          |
| KURZBESCHREIBUNG | japanische Badmintonspielerin |
| GEBURTSDATUM     | um 1935                       |